# Stazione di Sakasegawa
La stazione di Sakasegawa (逆瀬川駅?, Sakasegawa-eki) è una fermata ferroviaria delle Ferrovie Hankyū situata nella città di Takarazuka, nella prefettura di Hyōgo, e serve la linea Imazu delle Ferrovie Hankyū.

## Linee
Ferrovie Hankyū
■ Linea Hankyū Imazu

## Struttura
La stazione è dotata di due binari passanti con due marciapiedi laterali in superficie collegati da un sovrappassaggio.
| Bin. ovest | ■ Linea Imazu | per Takarazuka-Minamiguchi e Takarazuka           |
| Bin. est   | ■ Linea Imazu | per Nishinomiya-Kitaguchi, Hanshin-Kokudō e Imazu |

## Stazioni adiacenti
| «                      | Servizio            | »                 |
| Linea Hankyū Kobe      | Linea Hankyū Kobe   | Linea Hankyū Kobe |
| ---------------------- | ------------------- | ----------------- |
| Takarazuka-Minamiguchi | Locale Semiespresso | Obayashi          |